# 掌苞紫堇
掌苞紫堇（学名：Corydalis quantmeyeriana）为罂粟科紫堇属下的一个种。

## 扩展阅读
- 維基物種上的相關：掌苞紫堇